# Hans Torné
Hans Åke Torné, född 30 januari 1936 i Enskede, död 27 juni 1968 i Stockholm, var en svensk möbelarkitekt, tecknare och grafiker.
Han var son till arkitekten Seth Torné och hans hustru Lilian. Torné studerade vid Högre konstindustriella skolan i Stockholm 1957–1959. Han tilldelades ett stipendium ur Kungafonden 1959. Torné är representerad vid bland annat Gustaf VI Adolfs samling.